# Saint-Géraud
Saint-Géraud is een gemeente in het Franse departement Lot-et-Garonne (regio Nouvelle-Aquitaine) en telt 75 inwoners (2009). De plaats maakt deel uit van het arrondissement Marmande.

## Geografie
De oppervlakte van Saint-Géraud bedraagt 5,7 km², de bevolkingsdichtheid is dus 13,2 inwoners per km².

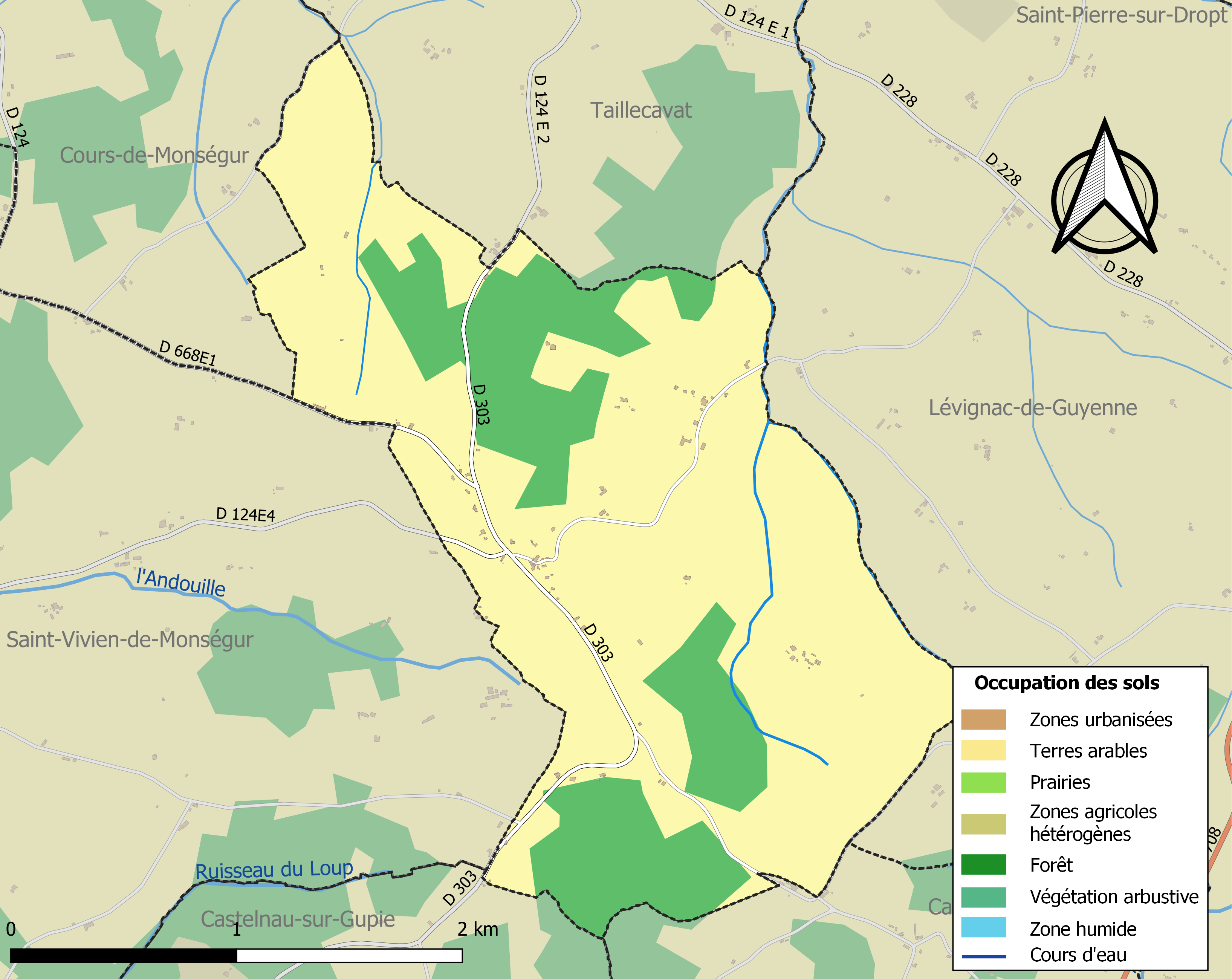
Kaart van de gemeente met de belangrijkste infrastructuur, bodemgebruik en omliggende gemeenten

## Demografie
Onderstaande figuur toont het verloop van het inwonertal (bron: INSEE-tellingen).